# Šanghajští Draci
Šanghajští Draci je čínský hokejový klub působící v partnerském městě Šanghaje v Petrohradu. Od sezóny 2025/26 hraje v nadnárodní lize KHL. V roce 2016 vznikl první čínský klub, který vstoupil do KHL HC Rudá hvězda Kunlun. 7. srpna 2025 se klub přestěhoval do Šanghaje. Své domácí zápasy odehraje v Petrohradském stadionu SKA Aréna s kapacitou 21 520 diváků.

## Přehled účasti v KHL
Stručný přehled
- 2025– : Kontinentální hokejová liga (1. ligová úroveň v Rusku / mezinárodní soutěž)

Jednotlivé ročníky
| Rusko (2025 – ) |                         |           |    |                                       |          |
| Sezóny          | Soutěž                  | Úroveň    | ZČ | Play-off, nadstavba, sk. o udržení... | Poznámky |
| 2025/26         | KHL (Tarasovova divize) | 1. úroveň |    |                                       |          |